# Batalla del Betis Superior
La batalla del Betis Superior fue un conflicto militar que tuvo lugar durante la segunda guerra púnica entre Cartago y la República romana en el año 211 a. C.. En dos enfrentamientos seguidos, las batallas de Cástulo e Ilorci, el ejército cartaginés liderado por Asdrúbal Barca, Magón Barca (hermanos de Aníbal) y Asdrúbal Giscón se enfrentó y derrotó a un ejército romano bajo el mando de Publio Cornelio Escipión y de su hermano Cneo Cornelio Escipión Calvo en una batalla en la que los hermanos Escipión resultaron los dos muertos.
Antes de esta derrota, los hermanos habían estado durante siete años en Hispania (218-211 a. C.) evitando que los recursos hispanos se dirigiesen a apoyar a Aníbal, que mientras tanto se encontraba luchando contra los romanos en la península itálica.

## Situación estratégica
Tras la derrota de Asdrúbal Barca en la batalla de Dertosa en la primavera de 215 a. C., los romanos habían asegurado sus asentamientos al norte del río Ebro y procedieron a conseguir la lealtad hacia su causa de una serie de tribus íberas. Desde ahí lanzaron varias misiones de saqueo del territorio cartaginés al sur del Ebro, y Publio Escipión llegó incluso a adentrarse hasta Sagunto en 214 a. C. Por otro lado, tanto los romanos como los cartagineses se enfrentaron y sofocaron una serie de revueltas íberas.
Los hermanos Escipión no recibieron refuerzos desde Italia debido a la presión que los propios romanos estaban sufriendo en su territorio, en el que Aníbal Barca seguía instalado. Asdrúbal, por su parte, había recibido dos nuevos ejércitos, comandados por su hermano más joven Magón Barca y por Asdrúbal Giscón. Estos nuevos ejércitos se enfrentaron en algunas escaramuzas sin resultados decisivos contra los hermanos Escipión durante los años 215 a 211 a. C. 
Los hermanos Escipión habían logrado persuadir al rey de Numidia, Sifax, para que iniciase las hostilidades contra Cartago en 213 a. C. con un ejército entrenado militarmente por los romanos. Sin embargo, la situación en la península ibérica era lo suficientemente estable como para que Asdrúbal Barca se desplazase hasta África para sofocar la rebelión de Sifax en 213-212 a. C. Asdrúbal volvió a Hispania a finales de 212 a. C. trayendo con sigo a otros 3000 númidas bajo el mando de Masinisa, el que sería el futuro rey de Numidia.
En otros frentes, mientras Aníbal conseguía ganar en Capua, capturar Tarento y mantener su control sobre Lucania, Calabria y Apulia, los romanos habían conseguido volver a tomar varias ciudades italianas y habían asediado tanto Capua como Siracusa.

## Preludio
Los hermanos Escipión contrataron a 20 000 soldados mercenarios celtíberos para reforzar su ejército de 30 000 hombres de infantería y 3.000 de caballería. Al observar que los ejércitos cartagineses estaban asentados en lugares diferentes, con Asdrúbal Barca y 15 000 hombres cerca de Amtorgis, y Magón Barca y Asdrúbal Giscón con 10 000 hombres más hacia el oeste, los hermanos Escipión planearon dividir sus fuerzas. Publio tomó a 20 000 soldados romanos y aliados y atacó a Magón Barca cerca de Castulo, mientras que Cneo tomó una legión doble (10 000 hombres) y a los mercenarios para atacar a Asdrúbal Barca. La táctica llevaría a dos enfrentamientos menores, la batalla de Castulo y la batalla de Ilorda que tendrían lugar con pocos días de diferencia entre una y otra.
Cneo Escipión llegaría antes a su objetivo, pero Asdrúbal Barca ya había ordenado a los ejércitos de Giscón, Masinisa y los aliados de Amtorgis que se uniesen a Magón. Asdrúbal mantuvo su posición frente a Cneo Escipión, manteniéndose dentro del campamento fortificado, y luego consiguió sobornar a los mercenarios celtíberos para que desertasen del bando romano. Esto provocó que el ejército de Asdrúbal superara en número al de Cneo Escipión.

## Batalla de Cástulo
A medida que Publio Escipión se acercaba a Castulo, era hostigado día y noche por la caballería ligera númida comandada por Masinisa. Cuando fue informado de que Indíbil se estaba desplazando con 7500 íberos hacia su línea de retirada, Publio decidió no enfrentarse a Magón y atacar al líder íbero, temiendo ser rodeado por las fuerzas cartaginesas. Dejó a 2000 soldados en el campamento, bajo el mando del legado Tiberio Fonteo, y salió al ataque en plena noche. Escipión marchó con su ejército toda la noche y cogió a los íberos por sorpresa al amanecer. Gracias también a su ventaja numérica de 18 000 hombres contra 7500, ganó la iniciativa. Sin embargo, los íberos lograron aguantar a los romanos lo suficiente, gracias a la confusión de la batalla y a que todavía había poca luz, hasta la llegada de Masinisa, a quien Escipión esperaba haber eludido pero que finalmente detectó el movimiento de tropas.
Con la caballería númida atacando desde el flanco, el ataque romano comenzó a flaquear. Cuando Magón y Asdrúbal Giscón llegaron con sus ejércitos los romanos terminaron por romper filas y huir, dejando a Publio Escipión y a buena parte de sus camaradas muertos en el campo de batalla. Magón dio tiempo a los númidas para saquear los despojos antes de marchar con el ejército hacia la posición de Asdrúbal Barca, y algunos supervivientes romanos lograron alcanzar el campamento.

## Batalla de Ilorci
Batalla de Ilorca
Cneo Escipión había perdido la superioridad numérica tras la deserción de sus mercenarios. Aunque todavía desconocía el trágico destino de su hermano Publio, Cneo decidió retirarse hacia el norte de Hispania cuando llegaron Magón y Asdrúbal Giscón con sus ejércitos. 
Los romanos dejaron su campamento en plena noche, dejando encendidas las hogueras, y se dirigieron hacia la seguridad que ofrecía el río Guadalquivir. Sin embargo, los númidas les localizaron al día siguiente, y los romanos se vieron obligados a defenderse en lo alto de una colina cercana a Ilorci de los ataques cartagineses, deteniéndose ahí para pasar la noche. El ejército principal llegó durante la noche, reuniendo en un solo bloque las fuerzas de Asdrúbal Barca, Asdrúbal Giscón y Magón Barca.
En una defensa desesperada, los romanos intentaron crear una muralla defensiva utilizando sus equipamientos de campaña, puesto que el terreno era demasiado pedregoso para cavar defensas en él. Los cartagineses superaron estas defensas improvisadas sin problemas y acabaron con gran parte del ejército en la batalla que se produjo. Cneo Escipión también murió en la batalla.

## Hechos posteriores
Los romanos fugitivos huyeron al norte del Ebro, en donde finalmente reunieron un ejército compuesto por unos 8000 soldados. Los comandantes cartagineses, por su parte, no llevaron a cabo ninguna acción coordinada para eliminar la amenaza de los supervivientes y enviar ayuda a Aníbal Barca.
Roma envió unos 10 000 soldados más bajo el mando de Claudio Nerón a finales del año 211 a. C. para reforzar el ejército en Hispania. Nerón, por su parte, no consiguió ninguna victoria espectacular, si bien los cartagineses tampoco lanzaron ningún ataque coordinado sobre los romanos en la península. Los cartagineses lamentarían más tarde no haber aprovechado la ocasión, puesto que con la llegada de Escipión el Africano, hijo de Publio Escipión, al mando de otros 10 000 hombres en el año 210 a. C., los cartagineses serían derrotados en la batalla de Cartagena del año 209 a. C.
El fracaso de los ejércitos cartagineses en Hispania para eliminar a los romanos supondría que Aníbal no recibiese refuerzos durante el crucial año de 211 a. C., en el que los romanos estaban asediando Capua.

### Otras lecturas
- Dodge, Theodore A. (1891). Hannibal. Da Capo Press. ISBN 0-306-81362-9.
- Warry, John (1993). Warfare in the Classical World. Salamander Books Ltd. ISBN 1-56619-463-6.
- Livius, Titus (1972). The War With Hannibal. Penguin Books. ISBN 0-14-044145-X.
- Delbruck, Hans (1990). Warfare in Antiquity, Volume 1. University of Nebraska Press. ISBN 0-8032-9199-X.
- Lancel, Serge (1997). Carthage A History. Blackwell Publishers. ISBN 1-57718-103-4.

- Datos: Q1458235